# Province cartusienne d’Allemagne supérieure
latin : Provincia Alemaniae Superioris
Pour l’ordre des Chartreux, la définition des provinces correspond à un groupe de maisons et non à un espace géographique. 
Les premières chartreuses allemandes fondées à partir de 1320 relèvent de la province de Lombardie. En 1335 le chapitre général fonde une province d’Allemagne qui regroupe à ce moment-là les chartreuses de Seitz, Gairach, Bistra, Letanovce, Liegnitz, Mauerbach, Gaming, Tarkan, Mayence, Schnals, Grünau, Coblence, Cologne et Strasbourg. Mais cette partition se trouve déjà dépassée en 1355 et le chapitre général la partage de nouveau en deux provinces, l’Allemagne supérieure (Haute-Allemagne) et l’Allemagne inférieure (Basse-Allemagne). 
À l'époque du Grand schisme d'Occident, Jean Castoris, archevêque de Prague, impose aux chartreuses d’Allemagne supérieure et inférieure de rejoindre l’obédience d’Urbain VI. Les chartreux allemands et italiens sont avec le pape de Rome, et ceux de France et d'Espagne suivent le pape d'Avignon.  Urbain VI déménage le siège du chapitre général à Žiče, qui le reste pendant près de deux décennies (1391-1410). 
Trois prieurs de Žiče, sont devenus prieur général des chartreux urbanistes. Jean de Bari en 1391, Christophe de Florence, prieur de Maggiano, de 1391 à 1398 et Étienne Maconi de Sienne (1346-1424), de 1398 à 1410 ; Ce dernier abdique en faveur de la réunification de l'ordre en 1410.

## Liste des chartreuses
Par date de fondation, avec indication de l'État où moment de la fondation :
- Žiče (Autriche) 1160-1782
- Jurklošter (Autriche) 1169-1591
- Bistra (Carinthie (Autriche)) 1255-1782
- Lethenkow (Hongrie) 1299-1563
- Lechnica (Hongrie) 1318-1545
- Mauerbach (Autriche) 1313-1782
- Gaming (Autriche) 1330-1782
- Tárkány (Hongrie) 1330-1552
- Prague (Bohême) 1342-1419
- Lövöld (Hongrie) 1364-1551
- Brno  (Bohême) 1373-1782
- Litomysl (Bohême) 1376-1394  (transfert à Dolany)
- Aggsbach (Autriche) 1380-1782
- Dolany (Moravie) 1394-1437  (transfert à Olomouc)
- Pleterje 1403-1595  (reprise) 1899
- Olomouc (Moravie) 1437-1782
- Cracovie (Pologne) 1479-1530
- Oradea (Hongrie) 1494-1498
- Valdice (Bohême) 1627-1782
- Gidle (République des Deux Nations (Pologne)) 1641-1772
- Bereza (Lituanie) 1648-1831

La chartreuse de Liegnitz (Legnica) se trouve quelque temps rattachée à la province d’Allemagne supérieure.

La chartreuse de Schnals se trouve affiliée tour à tour à la province d’Allemagne supérieure et inférieure (1596).

## Visiteurs de la province d’Allemagne supérieure
La province est incarnée par l’action du visiteur qui assure, la liaison entre les chartreuses mais aussi avec le chapitre géneral.
- Jean de Mergentheim, prieur de Lövöld, devient, en 1433, prieur de Gaming et Visiteur de la Province.